# Мери Касат
Мери Стивенсон Касат (енгл. Mary Stevenson Cassatt; Питсбург, 22. мај 1844 — Ле Мениј Терибу, 14. јун 1926) је била америчка сликарка и графичар импресионизма. Већину свог живота провела је у Француској, где се спријатељила са сликаром Едгаром Дега и где је касније и излагала заједно са импресионистима. Касат је обично стварала слике са темом социјалног и приватног живота жена, као и слике са темом односа између мајке и деце.
Гистав Жефроа ју је описао као једну од „les trois grandes dames“ (три велике даме) импресионизма поред Мари Бракмон и Бертом Моризо. Године 1879, Дијего Мартели ју је упоредио са Дегасом, јер су обоје настојали да прикажу покрет, светлост и дизајн у најсавременијем смислу.

## Детињство и младост
Мери Касат је рођена 22. маја у Алегени Ситију, Пенсилванија, сад делу Питсбурга, од оца Роберта. С. Касата, успешног банкара, и мајке Катарине Келсо Џонстон, која је такође дошла из породице банкара. Предачко име њене породице било је Cossart, а породица је потицала од француског хугенота Жака Косата, који је доспео у Нови Амстердам 1662. године.. Њена мајка, Кетрин Келсо Џонстон, била је образована и начитана, и имала је дубок утицај на своју ћерку. У том смислу, Касатова доживотна пријатељица Луизин Хавемајер написала је у својим мемоарима: „Свако ко је имао привилегију да познаје мајку Мери Касат одмах би знао да је [Мери] наследила своју способност од ње и само од ње.“ Она је била даљи рођак, уметника Роберта Хенрија. Мери је била једно од седморо деце, од којих је двоје умрло у раном детињству. Један брат, Александар Џонстон Касат, касније је постао председник Пенсилванске железнице. Породица се преселила на исток, прво у Ланкастер у Пенсилванији, затим на периферију Филаделфије, где је она почела школовање са шест година.
Мери је одрасла у окружењу где се путовање сматрало видом образовања. Пре своје десете године већ је посетила већину престоница Европе укључујући и Лондон, Париз, и Берлин. Њена породица била за то да она постане професионални сликар, и она започиње школовање на „Пенсилванијској уметничкој академији“ у Филаделфији (1861—1865). Пошто је сматрала да је подучавање било сувише споро, и пошто се јавио проблем односа између ње, професора и мушких студената, она одлучује да сама учи о класичном сликарству, и убрзо се 1866. године сели се у Париз.
Када је отпочео Француско-пруски рат вратила се у САД, где ће живети са својом породицом, али ће се јавити проблеми проналажења модела и сликарског материјала у малом граду. Отац јој је давао за основне животне потребе, али не и за сликарски материјал. Године 1871, враћа у Европу када је унајмљује Архибискуп од Питсбурга да уради одређени број копија слика из Италије, после чега она наставља да путује по Европи.

## Импресионизам
После самосталног учења у великим Европским музејима, њен стил долази до врхунца 1872. и тада у Паризу почиње да учи са Камиј Писаром.
Њена прва слика бива прихваћена 1872. године од стране Париског салона, али је била критикована да су њене боје биле сувише светле као и да су њени портрети били сувише ласкави за оног ко их гледа.
Када је Мери Касат видела радове урађене пастелама од стране Едгара Дега у излогу продаваца уметничким делима, знала је да није сама у отпору против салона. „Често сам прислањала нос уз излог апсорбујући све што сам могла у његовим делима," писала је свом пријатељу. „Променио ми је живот. Видела сам уметност онако какву сам желела да изгледа." Срела се са Дегаом 1874. године, где ју је позвао на изложбу Импресиониста а већ године 1879. њено дело је висило на Импресионистичкој изложби. Она постаје активни члан импресионистичког круга 1886. године, и постаје пријатељица са Едгаром Дега и Бертом Моризо. Са Дегаом, Касат се све више окреће пастелама и доста њених слика бива нацртано овом техником.
Убрзо после тријумфа Импресиониста, Касат престаје да слика да би се бринула о својој мајци и сестри, која се разбљевају одмах после селидбе у Париз 1877. године. Њена сестра Лидија умире 1882, али њена мајка оздравља, и Касат наставља сликање касних 1880-их.
Њен стил се развија, и она се од импресионизма помера ка једноставнијој техници, и директнијем приступу. Године 1886, она се више не идентификује са било којим уметничким правцем и почиње да експериментише са више могућих техника.
Године 1891, изложила је серију литографских радова, укључујући Woman Bathing и The Coiffure, испирисание радовима Јапанских старих уметника чија је изложба била у паризу једну годину раније. (Погледати Јапанизам)

## Каснији живот
Године 1890-е биле су за Касат најкреативније. Осим успешних радова она је врло брзо постала и узор многим младим уметницима. Међу њима је била и Lucy A. Bacon, коју је Касат упознала са Камиј Писаром. Како је нови век долазио, Мери је радила као саветник неколико великих колекционара уметности и уједно их стимулисала да што више улажу у Америчке музеје уметности. И мада је свој посао успешно радила прикупљајући доста великих дела, њена лична дела ће још дуго времена бити несхваћена у САД.
Године 1906, брат Мери Касат, Александар Касат, умире. После његове смрти Мери неће сликати до 1912. године.
За то време она путује и 1910. посећује Египат који је импресионира својом лепотом старе уметности. Годину дана касније дијагностикован јој је дијабетес, реуматизам, неуралгија, и катаракта, али она не успорава ритам живота све до 1914. када је била принуђена да престане сликати зато што је била скоро слепа. Упркос томе Мери је излагала још једном 1915. године у подршци тадашњем феминистичком покрету, где је изложила 18 својих дела.
Због свог доприноса уметности, Француска јој је доделила орден Легије части 1904. године.
Умрла је 14. јуна 1926, а сахрањена је у близини Париза у Француској.
Године 2005, њене слике су продаване по цени од око 2,87 милиона долара.